# Curso de Linguística Geral
Curso de linguística Geral (em francês: Cours de linguistique générale) é uma obra póstuma de Ferdinand de Saussure publicada em 1916.
Nele, Saussure traz as famosas dicotomias (vide na sequência) e elege a língua, em oposição à fala, como objeto central da Linguística. Introduz os termos diacronia – estudo da história da língua – e sincronia – estado da língua. Além disso, Saussure caracterizou a linguagem como um sistema de signos.

## História
O Curso de linguística Geral não foi um livro escrito por Ferdinand de Saussure, mas, na verdade, uma obra editada após sua morte por Charles Bally e Albert Sechehaye, com base em anotações feitas ao longo de cursos oferecidos pelo linguista na Universidade de Genebra  entre os anos 1906-1907, 1908-1909 e 1910-1911. Bally e Sechehaye contaram com as anotações de mais um dos alunos de Saussure, que colaborou na edição do texto, Albert Riedlinger.
O Curso foi inicialmente publicado pela editora Payot de Paris e trata-se de um marco inaugural da fase estruturalista dos estudos da linguagem.

## As dicotomias saussurianas
O Curso é fundamentado em dicotomias. São elas:
Língua X Fala
Saussure também efetua, em sua teorização, uma separação entre língua e fala. Para ele, a língua é um sistema de valores que se opõem uns aos outros. Ela está depositada como produto social na mente de cada falante de uma comunidade e possui homogeneidade. Por isto é o objeto da linguística propriamente dita. Diferente da fala que é um ato individual e está sujeito a fatores externos, muitos desses não linguísticos e, portanto, não passíveis de análise.
Sincronia vs. diacronia
Ferdinand de Saussure enfatizou uma visão sincrônica, um estudo descritivo da linguística em contraste à visão diacrônica da linguística histórica, a qual estudava a mudança dos signos no eixo das sucessões históricas, estudo este que era a maneira pela qual o estudo de línguas era tradicionalmente realizado no século XIX. Ao propor uma visão sincrônica, Saussure procurou entender a estrutura da linguagem como um sistema em funcionamento em um dado ponto do tempo (recorte sincrônico).
Sintagma vs. paradigma
O sintagma, definido por Saussure como “a combinação de formas mínimas numa unidade linguística superior”, surge a partir da linearidade do signo, ou seja, ele exclui a possibilidade de pronunciar dois elementos ao mesmo tempo, pois um termo só passa a ter valor a partir do momento em que ele se contrasta com outro elemento. Já o paradigma , é como o próprio autor define, um "banco de reservas" da língua, fazendo com que suas unidades se oponham, pois uma exclui a outra.
Significante vs. significado
O signo linguístico constitui-se numa combinação de significante e significado, como se fossem dois lados de uma moeda. O significante é uma "imagem acústica" (cadeia de sons) e reside no plano da forma. O significado é o conceito e reside no plano do conteúdo.